# Brion (Maine e Loira)
Brion è un ex comune francese di 1 144 abitanti situato nel dipartimento del Maine e Loira, nella regione dei Paesi della Loira. Dal 1º gennaio 2016 è accorpato al nuovo comune di Les Bois d'Anjou.

## Società

### Evoluzione demografica
Abitanti censiti